# Daniele Fasanella
Daniele Fasanella (Belvedere Marittimo, ... – Ceuta, 10 ottobre 1227) è stato un presbitero e francescano italiano, venerato come santo dalla Chiesa cattolica.

## Biografia
Era un sacerdote che divenne frate minore ad Agropoli nel 1219. Passò cinque anni nel noviziato di Corigliano Calabro. Nel 1224 fondò il convento di Santa Maria del Soccorso presso Rogliano e in questi anni fondò anche il convento di Gerace Superiore. Nel 1226 divenne padre provinciale della Calabria.
In questo periodo l'ordine francescano, sull'esempio di Francesco d'Assisi, si dedicava con ardore alla conversione dei non cristiani al cristianesimo. Con un gruppo di altri francescani (Samuele, Angelo, Leone, Niccolò di Sassoferrato, Ugolino e Domno (o Donulo) di Montalcino, unico del gruppo a non essere un sacerdote) si imbarcò dalla Toscana, inviato da frate Elia, capo dell'ordine, e dopo una breve permanenza in Spagna, raggiunse Ceuta sulla costa del Marocco, in cui nel 1220 diedero la testimonianza con la vita i primi frati minori giunti in quelle terre. Inizialmente i frati, suddivisi in due gruppi distinti, assistettero i mercanti cristiani che risiedevano a Ceuta, ma nell'ottobre del 1227 sfidando le leggi iniziarono a predicare apertamente il Vangelo ai musulmani e, sebbene predicassero solo in italiano e in latino, furono dapprima invitati a convertirsi all'Islam che avevano condannato e dopo il loro rifiuto furono decapitati.
I loro resti furono recuperati dai mercanti cristiani occidentali e i predicatori furono sepolti nei sobborghi della stessa Ceuta.

## Culto
Daniele fu canonizzato come santo e martire da papa Leone X con decreto del 22 gennaio 1516. La sua memoria liturgica cade il 10 ottobre.
A Orani e a Belvedere Marittimo, dove nel 1597 fu eretto un convento a lui dedicato, è venerato come santo patrono.
Alcune reliquie si trovano in diverse città della Spagna.